# Antonio Mendez (Dirigent)
Antonio Méndez (* 1984 in Palma de Mallorca) ist ein spanischer Dirigent.
Seine musikalische Ausbildung begann er mit Violin- und Klavierunterricht. Ab 2002 studierte er beim Real Conservatorio de Musica in Madrid Komposition und Dirigieren. Internationales Aufsehen gewann er mit dem zweiten Preis beim Nikolai-Maiko-Wettbewerb in Kopenhagen. Vorsitzender der Jury war Lorin Maazel. Mendez hat bereits eine Reihe namhafter Orchester dirigiert, wie das Tonhalle-Orchester Zürich, das Dänische Nationale Symphonieorchester, das Symphonieorchester des Bayerischen Rundfunks, das Rotterdam Philharmonic Orchestra, die Berliner Symphoniker, das BBC Philharmonic Orchestra, die Staatskapelle Dresden, die Wiener Symphoniker, das Tonkünstler-Orchester Niederösterreich und das MDR-Sinfonieorchester.